# Hamid Dabashi
 (juin 2012).
Si vous disposez d'ouvrages ou d'articles de référence ou si vous connaissez des sites web de qualité traitant du thème abordé ici, merci de compléter l'article en donnant les références utiles à sa vérifiabilité et en les liant à la section « Notes et références ».
Hamid Dabashi, né en 1951 à Ahvaz en Iran, est un professeur irano-américain d'étude iranienne et de littérature comparée à l'Université Columbia à New York. Collègue et ami d'Edward Saïd, il poursuit sa réflexion critique dans le champ des études postcoloniales.[réf. nécessaire]
Il est l'auteur de plus d'une vingtaine d'ouvrages sur l'Iran, l'Islam et le Moyen-Orient ainsi que sur les cinémas iraniens et palestiniens.
Il est le créateur de l'émission « Week In Green » qui interviewa de 2009 à 2010 des intellectuels et activistes américains sur le mouvement vert en Iran.[réf. nécessaire]

## Commentaires et critiques

### Lire Lolita à Téhéran et Azar Nafisi
En 2006, Dabashi a vivement critiqué Azar Nafisi pour son livre Lire Lolita à Téhéran, affirmant: "Par sa tentative pour recycler une version de discussion de comptoir de la littérature anglaise en tant que fondation idéologique de l'empire américain, Lire Lolita à Téhéran rappelle les plus épouvantables projets coloniaux" et l'accusant d'être un "indicateur indigène et un agent colonial." Dans une interview avec Z Magazine, Dabashi a comparé Nafisi au soldat américain Lynndie England, condamnée pour avoir torturé des prisonniers irakiens à Abu Ghraib,.
Nafisi a répondu aux critiques de Dabashi en affirmant qu'elle n'est pas une néo-conservatrice, qu'elle est opposée à la guerre en Irak, et qu'elle est plus intéressée par la littérature que par la politique. Dans un entretien, Nafisi a affirmé qu'elle n'avait jamais plaidé pour une attaque sur l'Iran et que la démocratie, quand elle viendra, devrait venir du peuple iranien (et non d'une intervention militaire ou politique des États-Unis). Elle a ajouté qu'elle est ouverte à toute "discussion sérieuse", cependant un "débat qui est polarisé ne mérite pas que j'y consacre mon temps." Elle a expliqué ne pas avoir répondu directement à Dabashi parce qu'elle ne voulait pas "se rabaisser et se mettre à échanger des insultes".

## Publications
- 2022 The End of Two Illusions: Islam after the West, Oakland, University of California Press  (ISBN 9780520376922)
- 2019 Europe and Its Shadows: Coloniality After Empire, London, Pluto Press  (ISBN 9780745338415)
- 2016 Iran: The Rebirth of a Nation, New York, Palgrave Macmillan (ISBN 9781137592408)
- 2015 Can Non-Europeans Think?, London, Zed Books
- 2012 The Arab Spring: The End of Postcolonialism, London, Zed Books  (ISBN 9781780322247)
- 2011 The Green Movement in Iran, Transaction Publishers  (ISBN 9781412818414)
- 2011 Brown Skin White Masks, New York, Pluto.
- 2009 Post-Orientalism: Knowledge and Power, Transaction Publishers  (ISBN 9781412808729)
- 2008 Islamic Liberation Theology: Resisting the Empire, New York, Routledge.
- 2007 Iran: A People Interrupted (en), New York, New Press.
- 2005 Theology of Discontent: The Ideological Foundations of the Islamic Revolution in Iran (Second Edition) with a New Introduction. New York, New York University Press (1993).  New Edition, New Brunswick, NJ, Transaction Publishers.
- 2006 Dreams of a Nation: On Palestinian Cinema, London and New York, Verso.
- 2006 Masters and Masterpieces of Iranian Cinema, Washington DC, Mage.
- 2001 Close up: Iranian Cinema, Past, Present, Future, London and New York, Verso, 2001. [Translated into Arabic, Japanese, Spanish, and Turkish].